# JT Money
JT Money, pseudonimo di Jeffrey Thompkins (Miami, 14 settembre 1972), è un rapper statunitense, leader della crew hip hop Poison Clan di Miami.

## Discografia
- Pimpin' on Wax (1998)
- Blood Sweat and Years (2001)
- Return of the B-lzer (2002)
- Undeniable (2005)